# باول غوثير (لاعب هوكي الجليد)
باول غوثير هو لاعب هوكي الجليد كندي، ولد في 8 ديسمبر 1915 في وينيبيغ في كندا، وتوفي في 10 مارس 1984.

## وصلات خارجية
- باول غوثير على موقع دوري الهوكي الوطني (الإنجليزية)
- باول غوثير على موقع قاعة مشاهير الهوكي (لاعب أن.إتش.أل) (الإنجليزية)
- باول غوثير على موقع EliteProspects.com (الإنجليزية)
- باول غوثير على موقع HockeyDB.com (الإنجليزية)
- باول غوثير على موقع Hockey-Reference.com (الإنجليزية)